# Bèsties del sud salvatge
Bèsties del sud salvatge (títol original en anglès, Beasts of Southern Wild) és una pel·lícula dramàtica i fantàstica dirigida per Benh Zeitlin i basada en l'obra d'un acte de Lucy Alibar Juicy and Delicious. Després de ser projectada en festivals de cinema diversos, va ser estrenada el 27 de juny de 2012 a Nova York i Los Angeles. Nominada a la 85a edició del lliurament dels Premis Oscar 2012 en quatre categories, incloent-hi Millor pel·lícula i Millor director. Aquesta pel·lícula ha estat doblada al català.

## Argument
Hushpuppy, una intrèpida nena de sis anys, viu amb el seu pare, Wink, en la Banyera (Bathtub), una fícticia comunitat bayou en una illa envoltada per aigua creixent. Wink li ensenya a sobreviure per si mateixa, preparant-la para quan arribi el dia en què ell no pugui protegir-la. La força de Hushpuppy és posada a prova quan Wink contreu una malaltia misteriosa i una tempesta inunda la comunitat. En la rica imaginació de Hushpuppy, aquests esdeveniments estan connectats al desglaç dels icebergs, que alliberen a bèsties arcaiques anomenades uros (Aurochs en anglès), que en la pel·lícula tenen forma de senglars gegants amb banyes de toro. Malgrat els intents per rescatar la comunitat de part del govern, Hushpuppy, Wink i altres residents tornen al Bathtub. Amb l'arribada dels uros i l'empitjorament de la salut del seu pare, Hushpuppy cerca a la seva mare perduda.

## Repartiment
- Quvenzhané Wallis: Hushpuppy
- Dwight Henry: Wink
- Levy Easterly: Jean Battiste
- Philip Lawrence: Dr. Maloney
- Gina Montana: Miss Bathsheba
- Lowell Landes: Walrus
- Jonshel Alexander: Joy Strong
- Marilyn Barbarin: Cabaret singer
- Kaliana Brower: T-Lou
- Nicholas Clark: Sticks
- Henry D. Coleman: Peter T

## Premis i nominacions

### Premis
- 2012. Càmera d'Or (Festival de Canes)

### Nominacions
- 2013. Oscar a la millor pel·lícula
- 2013. Oscar al millor director per Benh Zeitlin
- 2013. Oscar a la millor actriu per Quvenzhané Wallis
- 2013. Oscar al millor guió adaptat per Lucy Alibar i Benh Zeitlin
- 2013. BAFTA al millor guió adaptat per Lucy Alibar i Benh Zeitlin